# بيير تييري
صانع آلات أرغن
بيير تييري (بالفرنسية: Pierre Thierry)‏ هو  فرنسي، ولد في 1604 في باريس في فرنسا، وتوفي في 1665.